# WBXML
WAP 2진 XML(WAP Binary XML) 또는 줄여서 WBXML은 XML의 2진 표시법이다. WAP 포럼에 의해 개발되었으며, 현재는 XML 문서가 탄탄한 방식으로 무선망에 전송되고 W3C의 무선 애플리케이션 프로토콜이 추가적으로 제안한 것을 허용해 기준으로 삼기 위해 오픈 모바일 연합에 의해 유지되고 있다. MIME 미디어 타입 응용 소프트웨어인 vnd, wap, wbxml은 WBXML을 사용한 문서에 의해 규정되었다.
WBXML은 몇 개의 휴대 전화에 이용되며, 해당 용어는 동시다발적으로 여러 장치의 설정을 하는 액티브 동기 교환, 권리 언어를 위한 주소록이나 일정표 자료, WML, 무선 빌리지, OMA DRM의 전송하게 하는 SyncML, 네트워크 환경을 휴대 전화에 전송하는 OTA 프로그래밍 등을 포함한다.

## 괸련 용어
- XML

## 같이 보기
- XML
- BSON